# Ottava
Die Ottava, auch mit Octava, Oittava oder Outava bezeichnet war ein brasilianisch-portugiesisches Gewichts- und Volumenmaß und entsprach dem Achtel. 

## Gewichtsmaß

### Brasilien
- 1 Ottava = 72 Granos = 3 ⅗ Gramm
- 8 Ottavas = 1 Onca
- 128 Ottavas = 1 Libra
- 4096 Ottavas = 1 Arroba

### Alexandria und Turin
- 1 Ottava = 3 Denari = 72 Grani = 3 ⅞ Gramm
- 8 Ottavas = 1 Onca
- 96 Ottavas = 1 Lira
- 2400 Ottavas = 1 Rubbo

## Gold- und Silbergewicht

### Portugal und Brasilien
In Portugal und Brasilien war das Maß auch ein Gold- und Silbergewicht.
- 8 Ottavas = 1 Onca
- 64 Ottavas = Marco
- 128 Ottavas = 1 Arratel/Pfund
- 1 Ottava = 3 Escrupulos = 72 Granos

### Italien
In Italien nahm man es als Probiergewicht bei Gold.
- Genua 1 Ottava = 1 13/20 Gramm
  - 8 Ottavas = 1 Carato
  - 192 Ottavas = 1 Libra scarsa
- Florenz 1 Ottava = 1 7/9 Gramm

## Edelsteingewicht
In Brasilien und Portugal  war es auch ein Edelsteingewicht.
- 1 Ottava = 3 Escrupolos = 9 Quilates = 36 Granos = 3 ⅗ Gramm

## Volumenmaß
Als Volumenmaß war die Ottava ein Getreidemaß.
- 1 Ottava = 2 Selamin = 348 ¾ Pariser Kubikzoll = 6,9 Liter
- 2 Ottavas = 1 Quarta
- 4 Ottavas = 1 Mejo
- 8 Ottavas = 1 Alqueire
- 32 Ottavas = Fanega
- 480 Ottavas = 1 Mojo